# Filippo Scroppo
Filippo Scroppo (Riesi, 1º gennaio 1910 – Torre Pellice, 24 maggio 1993) è stato un pittore ed intellettuale italiano.

## Biografia
Filippo Scroppo nasce a Riesi (Caltanissetta) nel 1910, primogenito di nove fratelli, in una famiglia valdese.
Le prime esperienze plastiche e pittoriche si intrecciano con una profonda vocazione religiosa. Nel 1934, dopo soggiorni a Roma e Firenze, si stabilisce a Torino, dove si laurea in lettere e dà corso ai propri interessi artistici, culturali, ideologici. Nel dopoguerra, avendo rinunciato agli studi teologici, il suo impegno si esprime nella scrittura (collabora, fra l'altro, alla edizione locale de "l'Unità", ad "Agorà", a "La Fiera Letteraria"), nella organizzazione di eventi mirati alla diffusione della cultura (mostre, conferenze, dibattiti), nella pittura, che è divenuta la sua principale attività, e nella didattica. Dal 1948 al 1980 è infatti insegnante all'Accademia Albertina delle Belle Arti di Torino, prima collaboratore di Felice Casorati, poi docente nella Scuola libera del nudo; oltre che maestro discreto e generoso nello studio privato.
Assumono un valore emblematico nella sua storia umana ed artistica la serie - più di quaranta edizioni - delle Mostre d'Arte Contemporanea di Torre Pellice, che dal '49 raggiungono gli anni novanta, offrendo una documentazione aperta e ricca dell'arte non solo italiana nella seconda metà del XX secolo.
Espone per la prima volta un suo dipinto nel 1940, alla III Provinciale del Sindacato Belle Arti, a Torino; nel dopoguerra si intensificano i rapporti con artisti milanesi, romani e fiorentini e la partecipazione al dibattito ed all'attività propositiva nazionale.
Espone alla Biennale di Venezia del '48 e del '50, alla Quadriennale di Roma del '48 e del '51.
Con Felice Casorati, Francesco Menzio, Albino Galvano, Mino Rosso e Italo Cremona fonda la sezione torinese dell'Art Club, diventandone segretario.
Nel '49 organizza con Felice Casorati (presidente) ed Enrico Prampolini la I Mostra Internazionale dell'Art Club in Palazzo Carignano, a Torino. Nel 1950, con Galvano, è presentato da Gianni Monnet alla libreria Salto di Milano; nel '51 partecipa all'esposizione Arte astratta e concreta presso la Galleria Nazionale d'Arte Moderna di Roma e alla scelta di Astrattisti milanesi e torinesi alla galleria Bompiani di Milano, con rilancio l'anno successivo alla Gissi di Torino. Per l'occasione pubblica con Biglione, Albino Galvano e Parisot il cosiddetto “manifesto” dell'Arte Concreta di Torino. Nello stesso 1952 è invitato con cinque dipinti alla Biennale di Venezia, ove ritorna, con un manipolo di opere del tutto nuove, nel 1962; per la Quadriennale di Roma importante la presenza all'edizione del 1965.
A metà degli anni '50 apre una sua scuola di pittura, che diventa luogo di incontro stimolante per molti artisti torinesi.
Negli anni sessanta e settanta sono numerose le personali, i premi nazionali e le partecipazioni a mostre rappresentative dell'arte italiana contemporanea, in Scandinavia, Germania, Austria, Svizzera, Principato di Monaco, Francia, Sudafrica, Australia. Tra tutte, si citano qui quelle del Musée d'art et d' histoire di Neuchâtel, 1962 (con Paola Levi Montalcini, presentazione di Italo Calvino), e del Musée Rath di Ginevra, 1963 (presentazione di Albino Galvano). L'ultimo ventennio è scandito da alcune personali di rilievo: in particolare, alla galleria 3/A di Torino, 1974 (testo di Gianni Romano), dove vengono proposte per la prima volta in modo organico le aerografie, e alla galleria Villata, Cerrina Monferrato, 1983 (presentazione di Lucio Cabutti).
Tra le antologiche: nel 1965 alla Galleria delle Ore, Milano, con accompagnamento critico di Albino Galvano, Edoardo Sanguineti, Ascanio Dumontel; nel 1967 al Piemonte Artistico e Culturale, Torino, a cura di Angelo Dragone; nel 1979 al Foyer del Piccolo Regio di Torino, a cura di Marco Rosci; nel 1980 al The Arts Club di Washington col patrocinio dell'Istituto Italiano di Cultura e dell'Italian Society of Washington;  nel 1985, al Palazzo della Regione di Torino, a cura di Paolo Fossati; nel 2005 la retrospettiva all'Accademia Albertina delle Belle Arti di Torino a cura di Pino Mantovani e Maria Teresa Roberto, con la collaborazione Ivana Mulatero.
Parallelamente vengono organizzate mostre storiche che portano attenzione analitica su aspetti della vicenda artistica locale e nazionale dei quali Scroppo è stato parte in causa: Arte concreta a Torino, catalogo a cura di G. Martano, Sala Bolaffi, Torino 1970; L'avanguardia astratta a Torino, a cura di F. Abbate, Mostra d'arte Contemporanea, Torre Pellice 1972; MAC a Torino, mostra organizzata a Colonia e in altri centri della Germania dall'Istituto Italiano di Cultura e dalla galleria Maggiorotto di Cavallermaggiore; Arte a Torino 1946-53, catalogo a cura di M. Bandini, P. Mantovani, F. Poli, Accademia Albertina, Torino 1983; L'Informale in Italia, catalogo a cura di Renato Barilli, Galleria d'Arte Moderna, Bologna 1983; Movimento Arte Concreta 1946/52, catalogo a cura di L. Caramel, Civica Galleria D'arte Moderna, Gallarate, Electa, Milano 1984; Allitterazioni – Dieci artisti del MAC tra ieri e oggi, catalogo a cura di M. Bandini, Torre del Lebbroso,  Aosta 1987; Scroppo, Periodo MAC, 1948-54, catalogo a cura di M. Rosci, Galleria Sant'Agostino, Torino 1988.
Mentre alcuni studi approfondivano l'interpretazione dell'astrattismo e del concretismo nel contesto storico, lo stesso Scroppo nelle Mostre d'Arte Contemporanea di Torre Pellice (in particolare nelle edizioni del 1977, '78, '79, '84) si impegnava a documentare e storicizzare la propria vicenda artistica, dagli esordi alle ultime esperienze.
Tra il dicembre 1991 e il gennaio 1992 – nella sede torinese dell’Associazione Piemonte Artistico e Culturale, e poi nella Sala Mostre Comunale di Luserna San Giovanni –, viene allestita una rassegna su venti nomi rappresentativi delle generazioni di artisti che nei decenni si sono incontrati e formati nell'atelier-scuola di Scroppo, personalità “socratica” la cui didattica, per nulla accentratrice né dispotica, ha promosso un «ventaglio molto divaricato dei gesti e delle tendenze che via via uscivano dalla scuola».
Scroppo muore a Torre Pellice (TO) il 24 maggio 1993.
Il 29 giugno 2019 il Comune di Torre Pellice inaugura una via a lui intitolata.